# Atherigona lindneri
Atherigona lindneri är en tvåvingeart som beskrevs av Adrian C. Pont 1969. Atherigona lindneri ingår i släktet Atherigona och familjen husflugor.
Artens utbredningsområde är Tanzania. Inga underarter finns listade i Catalogue of Life.